# Chronologie du réseau express régional d'Île-de-France
 (novembre 2021).
Si vous disposez d'ouvrages ou d'articles de référence ou si vous connaissez des sites web de qualité traitant du thème abordé ici, merci de compléter l'article en donnant les références utiles à sa vérifiabilité et en les liant à la section « Notes et références ».
Pour un article plus général, voir Réseau express régional d'Île-de-France.
La chronologie du réseau express régional d'Île-de-France présente, sous forme de tableaux, les principales dates du développement de ce réseau.

## Avant 1970
| Date             | Ligne          | Évènement |
| ---------------- | -------------- | --- |
| 14 décembre 1969 | Métro régional | Mise en service de la gare de Nation, nouveau terminus de l'ancienne ligne de Vincennes et mise en service du MS 61 |

## Années 1970
| Date              | Ligne                    | Évènement |
| ----------------- | ------------------------ | --- |
| 19 janvier 1970   | Métro régional           | Ouverture entre Charles de Gaulle - Étoile et La Défense                                                          |
| 23 novembre 1971  | Métro régional           | Prolongement de Charles de Gaulle - Étoile à Auber                                                                |
| 1er octobre 1972  | Métro régional           | Prolongement de La Défense à Saint-Germain-en-Laye                                                                |
| 1er octobre 1973  | Métro régional           | Ouverture de la gare de Nanterre-Préfecture                                                                       |
| 8 décembre 1977   | Métro régional /         | Ouverture du tronçon entre Auber et Nation                                                                        |
| 8 décembre 1977   | Métro régional /         | Ouverture de la branche entre Vincennes et Noisy-le-Grand-Mont d'Est                                              |
| 8 décembre 1977   | Métro régional /         | La ligne Est-Ouest du Métro régional devient le                                                                   |
| 8 décembre 1977   | ligne de Sceaux /        | Prolongement de la gare du Luxembourg à Châtelet - Les Halles                                                     |
| 8 décembre 1977   | ligne de Sceaux /        | La ligne de Sceaux devient le                                                                                     |
| 30 septembre 1979 | Transversale Rive Gauche | Ouverture entre Versailles-Château-Rive-Gauche et Massy - Palaiseau, Dourdan - La Forêt et Saint-Martin-d'Étampes |

## Années 1980
| Date              | Ligne                      | Évènement                                                                                                |
| ----------------- | -------------------------- | --- |
| 1er mai 1980      | Transversale Rive Gauche / | Ouverture de la branche entre Viroflay-Rive-Gauche et Saint-Quentin-en-Yvelines - Montigny-le-Bretonneux |
| 1er mai 1980      | Transversale Rive Gauche / | La ligne Transversale Rive Gauche devient le                                                             |
| 18 décembre 1980  | (A)                        | Prolongement de Noisy-le-Grand - Mont d'Est à Torcy                                                      |
| 10 décembre 1981  | (B)                        | Prolongement de Châtelet - Les Halles à Aéroport Charles-de-Gaulle 1 et Mitry - Claye                    |
| 1er janvier 1983  | (B)                        | Ouverture de la gare du Parc des Expositions                                                             |
| 27 septembre 1987 | (D)                        | Ouverture entre Villiers-le-Bel - Gonesse - Arnouville et Châtelet - Les Halles                          |
| 1er janvier 1988  | (D)                        | Prolongement de Villiers-le-Bel - Gonesse - Arnouville à Goussainville                                   |
| 17 février 1988   | (B) · (C)                  | Ouverture de la gare de Saint-Michel - Notre-Dame                                                        |
| 29 mai 1988       | (A)                        | Ouverture de la branche entre Nanterre-Préfecture et Cergy-Saint-Christophe                              |
| 25 juillet 1988   | (C)                        | Ouverture de la branche entre Montigny - Beauchamp et Champ de Mars - Tour Eiffel                        |
| 29 mai 1989       | (A)                        | Ouverture de la branche entre Maisons-Laffitte et Poissy                                                 |

## Années 1990
| Date               | Ligne | Évènement                                                                             |
| ------------------ | ----- | ------------------------------------------------------------------------------------- |
| 1er septembre 1990 | (D)   | Prolongement de Goussainville à Orry-la-Ville - Coye                                  |
| 27 septembre 1991  | (C)   | Ouverture de la gare de la Porte de Clichy                                            |
| 1er janvier 1992   | (C)   | Ouverture de la branche entre Juvisy et Versailles-Chantiers                          |
| 1er avril 1992     | (A)   | Prolongement de Torcy à Gare de Marne-la-Vallée - Chessy                              |
| 29 août 1994       | (A)   | Prolongement de Cergy-Saint-Christophe à Cergy-le-Haut                                |
| 13 novembre 1994   | (B)   | Prolongement de Aéroport Charles-de-Gaulle 1 à Aéroport Charles-de-Gaulle 2 TGV       |
| 24 septembre 1995  | (D)   | Prolongement de Châtelet - Les Halles à Melun et La Ferté-Alais                       |
| 1er janvier 1996   | (D)   | Prolongement de La Ferté-Alais à Malesherbes                                          |
| 1er janvier 1998   | (D)   | Ouverture de la gare du Stade de France - Saint-Denis                                 |
| 25 janvier 1998    | (B)   | Ouverture de la gare de La Plaine - Stade de France                                   |
| 25 janvier 1998    | (B)   | Fermeture de la gare de La Plaine-Voyageurs                                           |
| 12 juillet 1999    | (E)   | Ouverture entre Haussmann - Saint-Lazare et Chelles - Gournay                         |
| 30 août 1999       | (E)   | Ouverture de la branche entre Noisy-le-Sec et Villiers-sur-Marne - Le Plessis-Trévise |

## Années 2000
| Date             | Ligne | Évènement                                                                           |
| ---------------- | ----- | ----------------------------------------------------------------------------------- |
| 28 août 2000     | (C)   | Prolongement de Montigny - Beauchamp à Pontoise                                     |
| 3 décembre 2000  | (C)   | Ouverture de la gare de la Bibliothèque François-Mitterrand                         |
| 3 décembre 2000  | (C)   | Fermeture de la gare du boulevard Masséna                                           |
| 14 juin 2001     | (A)   | Ouverture de la gare du Val d'Europe                                                |
| 24 mars 2002     | (C)   | Ouverture de la gare de Saint-Ouen-l'Aumône-Liesse                                  |
| 14 décembre 2003 | (E)   | Prolongement de Villiers-sur-Marne - Le Plessis-Trévise à Tournan                   |
| 27 août 2006     | (C)   | Reprise de la section d'Ermont - Eaubonne à Argenteuil par la ligne J du Transilien |

## Années 2010
| Date             | Ligne | Évènement                                  |
| ---------------- | ----- | ------------------------------------------ |
| 15 décembre 2013 | (D)   | Ouverture de la gare de Créteil-Pompadour  |
| 15 décembre 2013 | (D)   | Fermeture de la gare de Villeneuve-Prairie |
| 13 décembre 2015 | (E)   | Ouverture de la gare Rosa-Parks            |

## Années 2020
| Date            | Ligne | Évènement                                                                                                  |
| --------------- | ----- | --- |
| 4 décembre 2023 | (C)   | Débranchement de la branche Massy - Palaiseau – Versailles-Chantiers, reprise par la ligne V du Transilien |
| 9 décembre 2023 | (C)   | Débranchement de la branche Savigny-sur-Orge – Massy - Palaiseau, reprise par la ligne T12                 |
| 6 mai 2024      | (E)   | Prolongement de Haussmann - Saint-Lazare à Nanterre - La Folie                                             |